# 北鉄金沢バス中央営業所
北鉄金沢バス中央営業所（ほくてつかなざわバスちゅうおうえいぎょうしょ）は、石川県金沢市割出町にある北鉄金沢バスの営業所である。
最寄り停留所は「西割出」である。

## 沿革
- 1998年4月1日：北陸鉄道（旧）金沢営業所の貸切部門を一部分社化、北鉄金沢中央バスとして発足。
- 2001年3月4日：北陸鉄道西部営業所（現・金沢営業所）のバス路線の大半を譲り受け（一部は管理委託）、本格的に運行開始。
- 2003年4月27日：管理委託路線も正式に譲渡され、同時にほくてつバス（現・北鉄金沢バス北部営業所）より一部路線を移管。
- 2012年10月1日：グループ再編により北鉄金沢バス中央営業所となる。

## 現行路線

### 中央病院線
- 01：野町駅 - 香林坊 - 金沢駅西口 - 西念西 - 県庁前（シティライナー）
- 02：野町駅 - 香林坊 - 金沢駅西口 - 西念西 - 県庁前 - 中央病院（シティライナー）
  - 2003年1月6日の県庁移転に合わせて、従来からの10／75番中央病院線（大学病院前 - 兼六園下 - 香林坊 - 金沢駅西口 - 上諸江 - 中央病院）を野町駅発着、５０ｍ道路経由に変更して01・02番（シティライナー便）となった。諸江地区からの要望により同年3月10日に再び75番（金沢駅西口 - 上諸江 - 中央病院）が復活したが、2022年3月31日で消滅した。

### 畝田住宅線
- 03：大野港 - 畝田住宅 - 県庁前 - 西念西 - 金沢駅西口 - 香林坊 - 野町駅（シティライナー）
- 62：大野港 - 金石 - 県庁前 - 中央病院→西念西→金沢駅西口（平日のみ運行）
- 金石→中橋→香林坊→兼六園下・金沢城→小立野→如来寺前（平日のみ運行）
- 金石→中橋→彦三→金沢星稜大学・高校（平日のみ運行、土曜は四十万金石線として運行）
- 金石→中橋→金沢駅→中島大橋→金沢星稜大学・高校（平日のみ運行）
  - 2003年1月6日の県庁移転に合わせて従来からの65番（兼六園下 - 畝田住宅）を野町駅発着、５０ｍ道路経由に変更した03番（シティライナー便）が設定され、片道１本を除いて振り替えられた。
  - 62番は金石中央病院線だったが、2010年4月1日改正で本路線に組み込まれた。
  - 2023年4月1日：65番（畝田住宅→中橋→兼六園下・金沢城）を廃止し03番に統一。

### 内灘線
- 08：金沢駅西口 - 県庁前 - 内灘駅
  - 2022年4月1日：金沢駅西口 - 直江間を上諸江経由から県庁前経由に変更[2]。
  - 2023年4月1日：内灘駅 - 宇野気駅間を廃止し、金沢駅西口 - 兼六園下・金沢城への乗り入れも廃止した上で、路線番号を71から08に変更[3]。

### 医王山線
- 13：金沢駅 - 香林坊 - 小立野 - 旭町 - 下田上 - 太陽が丘ニュータウン - 湯谷原 - 医王山スポーツセンター前
- 14：金沢駅 - 香林坊 - 小立野 -（←金沢美術工芸大学前／金商高校前→）- 下田上 - 太陽が丘ニュータウン - 湯谷原 - 医王山スポーツセンター前
  - 旧東部営業所管内の路線である。
  - 2001年3月：ほくてつバスに譲渡される。
  - 2003年4月27日：北鉄金沢中央バスの路線となる。
  - 2020年4月1日：14田上住宅線、91旭町線の廃止区間のそれぞれ一部（如来寺前 - 金商高校前 - 旭町一丁目、旭町 - 金沢大学）を編入する。
  - 2021年4月1日：旭町 - 金沢大学へ乗り入れる便が金沢大学線に変更される。
  - 2022年7月16日：金沢大学附属病院への乗り入れを取りやめ。
  - 2023年4月1日：県庁前への直通（06番）を廃止。
  - 2023年10月1日：14番上りの旭町一丁目から小立野三丁目までの間を、小立野二丁目経由から新道（小立野旭町線）の金沢美術工芸大学前経由に変更[4]。

### 犀川線
- 16：金沢駅 - リファーレ前（下り）／六枚町（上り）- 橋場町 - 小立野 - 東部車庫 - 下辰巳 - 上辰巳
- ←無番／16→：県庁前 - 金沢駅西口 - 橋場町 - 小立野 - 下辰巳 - 上辰巳（上辰巳方向のみ金沢駅（東口）も経由）
  - 旧東部営業所管内の路線である。
  - 1998年3月：金沢駅西口発着となる。
  - 2001年3月：ほくてつバスに譲渡される。
  - 2003年4月27日：北鉄金沢中央バスの路線となる。
  - 2008年12月21日：金沢駅で東口発着に戻る。
  - 2022年4月1日：上辰巳 - 駒帰間を廃止する[5]。
  - 2022年7月16日：金沢大学附属病院への乗り入れを取りやめ。

### 笠舞駅西線
- 04：金沢港クルーズターミナル／工業試験場 - 県庁前 - 西念西 - 金沢駅西口
- 05：戸水 - 県庁前 - 双葉町 - 金沢駅西口
- 06：金沢西高校←県庁前←西念西←金沢駅西口
- ←04／19→：金沢港クルーズターミナル／工業試験場 - 県庁前 - 西念西 - 金沢駅西口 - 香林坊 - 本多町 - 川上 - 大桑本町
- ←05／19→：戸水 - 県庁前 - 双葉町 - 金沢駅西口 - 香林坊 - 本多町 - 川上 - 大桑本町
  - 1999年3月14日改正で、19笠舞線（武蔵ヶ辻 - 城南一丁目）と64工業試験場線（工業試験場 - 香林坊）、72戸水線（戸水 - 香林坊）の結節路線として設定された。
  - 2003年1月6日の県庁移転に合わせて、64番（工業試験場発着便）を04番に変更し、72番（戸水発着便）の一部を県庁前経由の05番とした。戸水発着便は他のシティライナー便と異なり双葉町経由で運行されるほか、従来からの72番も引き続き運行される。
  - 2023年4月1日：鞍月経由の72番を廃止[3]。戸水発着便は県庁前経由に統一。

### 寺町線
- 26：金沢駅→香林坊→泉野四丁目→泉野出町一丁目→泉野四丁目→香林坊→金沢駅東口
  - 2015年3月14日改正で81柳橋寺町線の武蔵ヶ辻発着便から金沢駅西口に延伸して「駅西寺町線」とした路線である。
  - 2021年4月1日改正で金沢駅東口発着に変更され、路線名も「寺町線」に変更。これにより20番台はすべて金沢駅東口発着に統一されたが、本系統のみ他の20番台と異なりリファーレ前経由とされた。

### 安原線

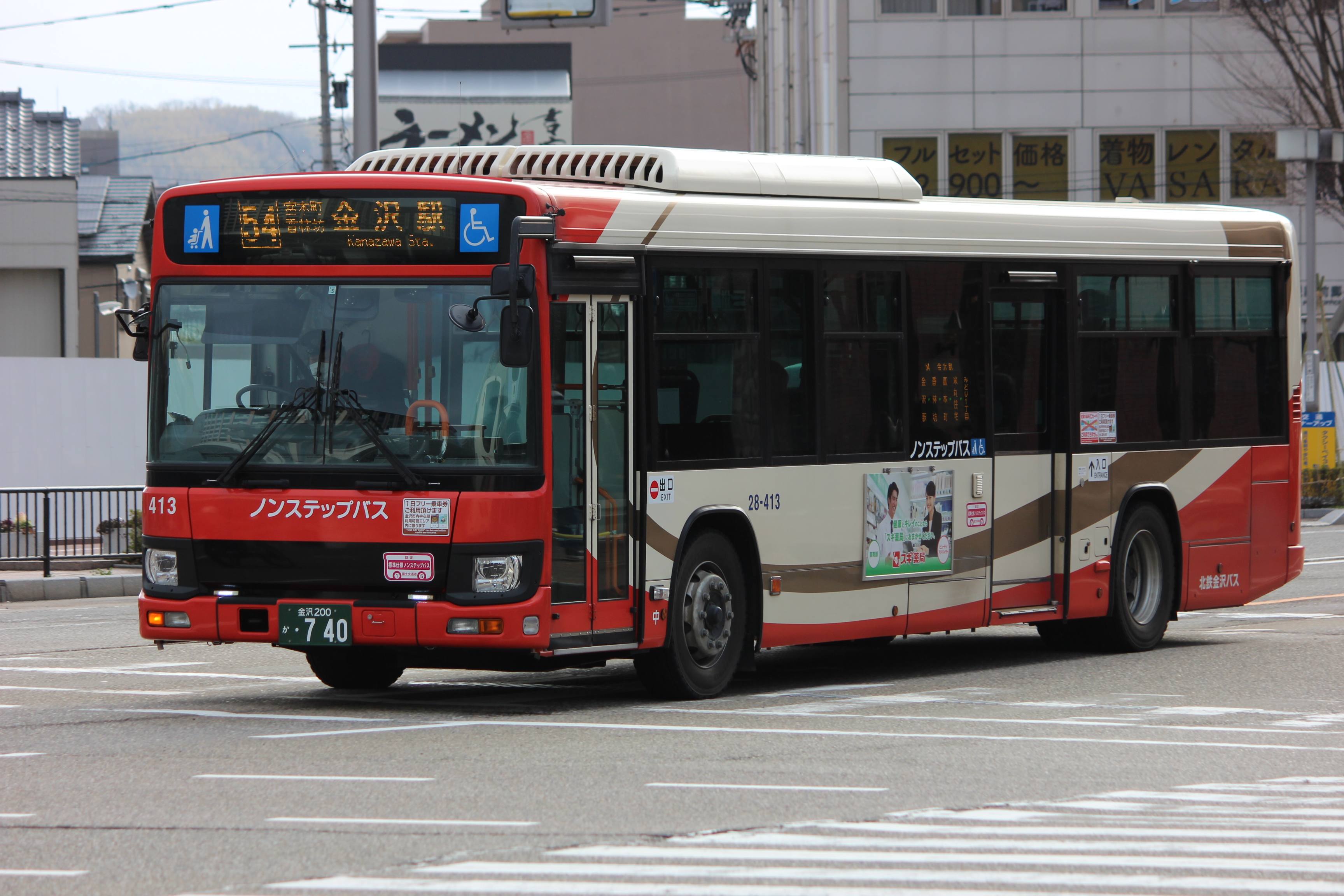
安原線

- 54：（西割出→）金沢駅→香林坊→入江→神野町→上安原→二塚→入江→香林坊→金沢駅
- 10：西割出→金沢駅→香林坊→入江→神野町→上安原→二塚→入江→香林坊→金沢大学附属病院（西割出→神野町間は54番、平日のみ運行）
- 神野町→上安原→二塚→入江→香林坊→彦三→金沢星稜大学・高校（平日・土曜のみ運行）
- 51：金沢駅 - 香林坊 - 白菊町 - 新神田 - みどり二丁目／打木
- 金大附属学校自衛隊前←二水高校前←金沢高校前←新神田←みどり二丁目
  - 2021年3月31日：倉部発着便が全廃。
  - 2023年4月1日：51（平和町→みどり二丁目）および10（みどり二丁目→東部車庫）の系統を廃止。

### 示野線
- 52：金沢駅西口 - 示野ショッピングセンター - 済生会病院 - 下安原（平日のみ運行）
  - 2023年4月1日：平日のみ運行に変更。

### 西部緑地公園線
- 56：金沢駅 - 香林坊 - 白菊町 - 新神田 - 西部緑地公園 - 済生会病院
- 56：金沢駅 - 香林坊 - 白菊町 - 新神田 -西部緑地公園 -  健民海浜公園（夏季運行）

### 黒田線
- 57：武蔵ヶ辻 - 富本町 - 若宮町 - 黒田 - 新金沢郵便局前
- 57：工業試験場→金沢駅西口→若宮町→黒田→新金沢郵便局前／上荒屋西
- ←64／57→：工業試験場 - 金沢駅西口 - 新神田 - 西金三丁目 - 上荒屋西
  - 2022年4月1日：野々市営業所廃止に伴い当社へ移管。

### イオン白山線
- 野々市駅(北口) - 御経塚西 - 横江北 - イオンモール白山
  - イオンモール白山のグランドオープンに先立ち2021年7月15日に運行開始[6]。
  - 2022年4月1日：野々市営業所廃止に伴い当社へ移管。

### 田中医大線
- 86：金沢駅西口 - 高柳イータウン前 - みずき四丁目
  - 旧・西部営業所管轄である。
  - 2001年3月：ほくてつバスに移管される。
  - 2003年4月27日：北鉄金沢中央バスの路線となる。
  - 2025年3月15日：香林坊 - 彦三 - 高柳 - 医大病院の系統を廃止[7]。

### 卯辰山線
- 90：金沢駅 - 香林坊 - 天神橋 - 千寿閣
- 90：金沢駅 - 香林坊 - 鈴見台四丁目 - 千寿閣
  - 旧・柳橋営業所管轄である。なお、毎年5月に開催される高等学校相撲金沢大会の開催日は、金沢駅 - 卯辰山相撲場間で臨時バスが運行される。
  - 2001年3月：ほくてつバスに移管される。
  - 2003年4月27日：北鉄金沢中央バスの路線となる。
  - 2025年3月15日：平日のみの運行となる。

### 鶴ヶ丘住宅線
- 内灘駅 - 医大病院 - 白帆台
  - 北陸鉄道浅野川線の終点である内灘駅と内灘町の中心部を結ぶ電車連絡バスである。

### 運転免許センター線
- 内灘駅 - 運転免許センター
  - 2020年4月1日に86田中医大線（金沢駅西口 - 運転免許センター）に代わって運行を開始した。

## 定期観光バス

### かなざわまちなかコース
- 午前コース：金沢駅東口 - ひがし茶屋街 - 天徳院 - 長町武家屋敷跡 - 兼六園周辺エリア - 金沢駅東口[8]
- 午後コース：金沢駅東口 - ひがし茶屋街 - 兼六園周辺エリア - 天徳院 - 長町武家屋敷跡 - 金沢駅東口（水曜日のみ運行）
  - 2022年3月までの午後コース：金沢駅東口 - 安江金箔工芸館 - ひがし茶屋街 - 兼六園周辺エリア - 長町武家屋敷跡 - 金沢駅東口

### かないわ・おおのコース
- 金沢駅東口 - 銭屋五兵衛記念館・銭五の館 - ヤマト・糀パーク - 大野からくり記念館 - 箔一本店・箔巧館 - 金沢駅西口（水曜日運休）
  - 2022年4月1日：開設。

### わじま号
- 金沢駅東口→輪島ふらっと訪夢→輪島朝市・輪島塗会館→白米千枚田→輪島キリコ会館→ビュー・サンセット→機具岩→千里浜なぎさドライブウェイ→金沢駅西口

## 廃止路線

### 田上住宅線
- 14：金沢駅 - 香林坊 - 小立野 -　金商高校前 - 田上住宅
  - 旧東部営業所管内の路線である。
  - 2001年（平成13年）3月：ほくてつバスに譲渡される。
  - 2003年（平成15年）4月27日：北鉄金沢中央バスの路線となる。
  - 2020年（令和2年）4月1日 : 廃止。

### 旭町線
- 91：金沢駅 - 富本町 - 本多町 - 旭町 - 金沢大学
  - 旧・西部営業所管轄である。
  - 2001年（平成13年）3月：ほくてつバスに移管される。
  - 2003年（平成15年）4月27日：北鉄金沢中央バスの路線となる。
  - 2020年（令和2年）4月1日 : 廃止。

### 大阪線

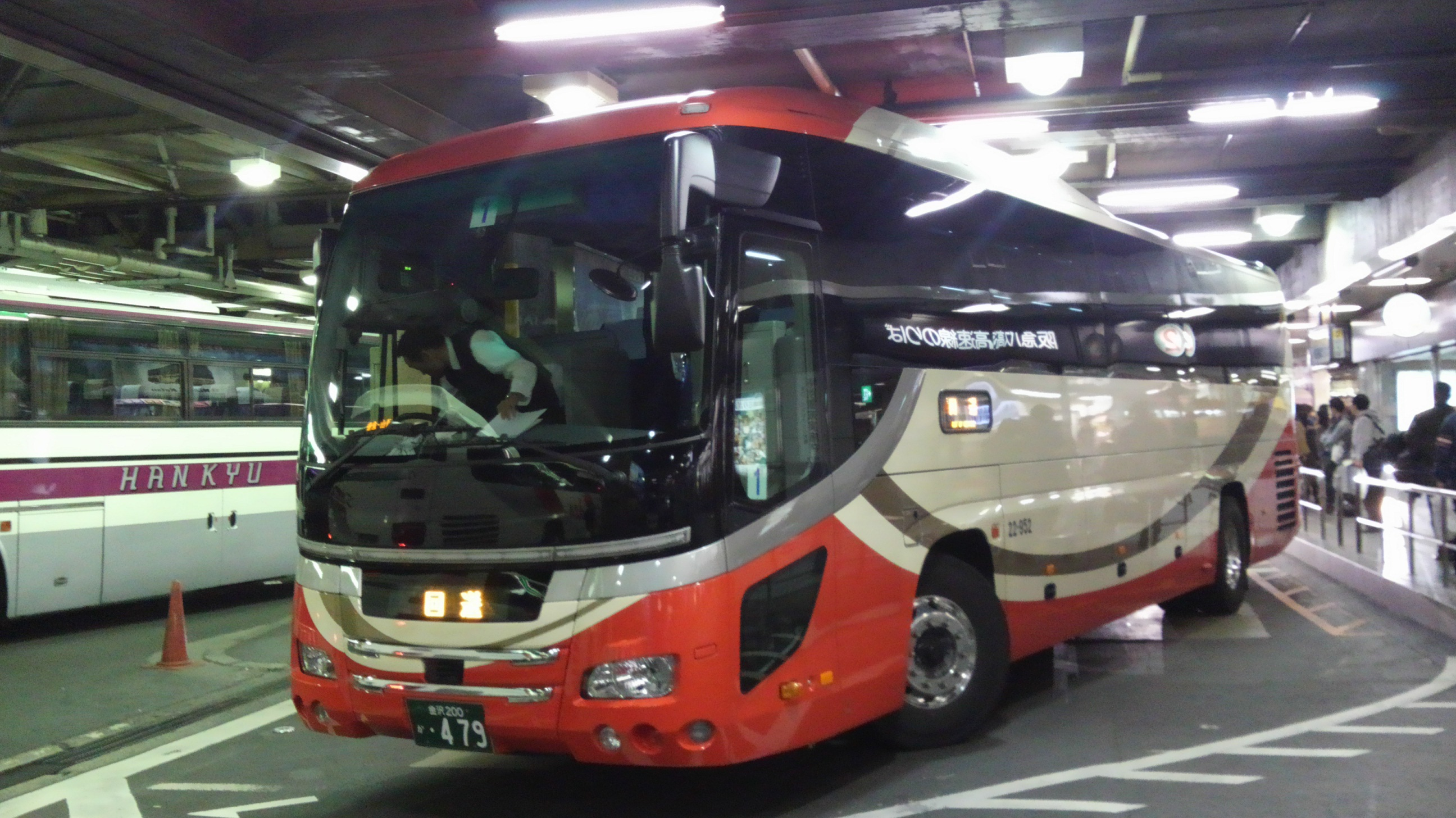
大阪－金沢線で使用されるセレガ。北鉄グループの都市間高速車としては14年ぶりの日野車導入。

- 兼六園下 - 香林坊 - 武蔵ヶ辻 - 金沢駅東口 - 駅西合庁前 - 松任海浜公園 - 北陸小松 - 尼御前 ⇔ 京都深草 - 名神高槻 - 千里ニュータウン - 新大阪 - 大阪梅田（阪急三番街）
  - 石川県金沢市と大阪府大阪市を結ぶ高速バス。1日2往復、阪急バスと共同運行。北陸各地～関西間で並行するJR特急｢サンダーバード（旧：雷鳥）｣に対して商品力を高める狙いや、また金沢 - 大阪間でJRバス「北陸道昼特急大阪号・北陸ドリーム大阪号」と直接競合する事情もあり、両社とも独立3列シート29人乗りの車両を使用している。JRバスに対して2往復と運行回数は少ないものの、週末・連休時には増車で対応している。尼御前 - 京都深草間を途中休憩以外はノンストップとし、さらに大阪側でも阪急バスには珍しく大山崎・茨木ICには寄らず、結果的に速達性を高めていた。しかし2018年4月、当局からの指導により20分程度余裕を持ったダイヤに改められた。金中バス担当便は南条SAと菩提寺PAで、阪急バス担当便は北鯖江PAと多賀SAで休憩する。片道4時間半以上かつ300km以上の路線だが、日帰りワンマンでの運行となる。
  - 2004年（平成16年）3月6日：京滋バイパス経由で運行開始。当時のルートは金沢駅東口 - 武蔵ヶ辻 - 香林坊 - 片町 - 松任海浜公園 - 北陸小松 - 尼御前 ⇔ 名神高槻 - 千里ニュータウン - 阪急三番街。
  - 2009年（平成21年）10月1日：京都深草への停車開始に伴い、京滋バイパス経由から名神高速道路経由に変更。
  - 2011年（平成23年）3月16日：金沢側については金沢駅東口始発から兼六園下始発に変更。大阪側では新大阪に停車開始。
  - 2011年（平成23年）7月30日：同年11月27日までの期間限定で、土日祝日に金沢午前発と大阪午後発1往復を試験増便。さらに翌年4月まで試験増便を延長。
  - 2020年（令和2年）4月1日：運行休止。

### 高岡線
- 兼六園下 - 広坂 - 香林坊 - 南町 - 武蔵ヶ辻 - 金沢駅東口 - 金沢東警察署前 - 高柳 ⇔ 砺波駅南 - 砺波市役所前 - 戸出4丁目 - イオンモール口 - 高岡駅前 - 広小路 - 志貴野中学校前 - 職業安定所前
  - 石川県金沢市と富山県高岡市を結ぶ路線。現在は加越能バス単独だが、2019年3月まで加越能バスと共同運行。予約不要の座席定員制。前記の富山線が土日・祝日には20往復運行されるほどの好調ぶりを保っており、富山県西部でも金沢へ向かう高速バスのニーズが高まっていた。そこで北鉄金沢中央バスと加越能鉄道（当時、2012年10月社名変更）は経路を見直した上で本路線を復活させた。富山線と同様、10枚綴り回数券が販売されている。
なお、本路線は1991年12月から1995年3月の間も北陸鉄道と加越能鉄道（両社とも当時の社名）で共同運行していたが、週末や祝日のみの運行だったことに加え、高岡駅 - 瑞穂町 - 福岡駅 - 石動駅 - 小矢部IC -（北陸自動車道） - 金沢東IC - 橋場町 - 武蔵ヶ辻 - 金沢駅という、昔の「金高急行線」を焼き直したルート設定が致命傷となり、利用者は伸び悩んでいた。晩年には観光バスタイプではなく一般路線車を繰り出す有様だった。[要出典]
  - 1991年（平成3年）12月：運行開始。
  - 1995年（平成7年）3月：路線廃止。
  - 2010年（平成22年）3月20日：再度運行開始。
  - 2015年（平成27年）7月16日：金沢駅東口を起点に武蔵ヶ辻 - 香林坊 -　兼六園下 - 旭町と辿り、金沢森本ICから北陸道に入っていた金沢側のルートを、兼六園下始発で富山線と同じルートに改める。
  - 2019年（平成31年）4月1日：運行から撤退し、加越能バスの単独運行となる。（運行支援は継続）

### 富山線

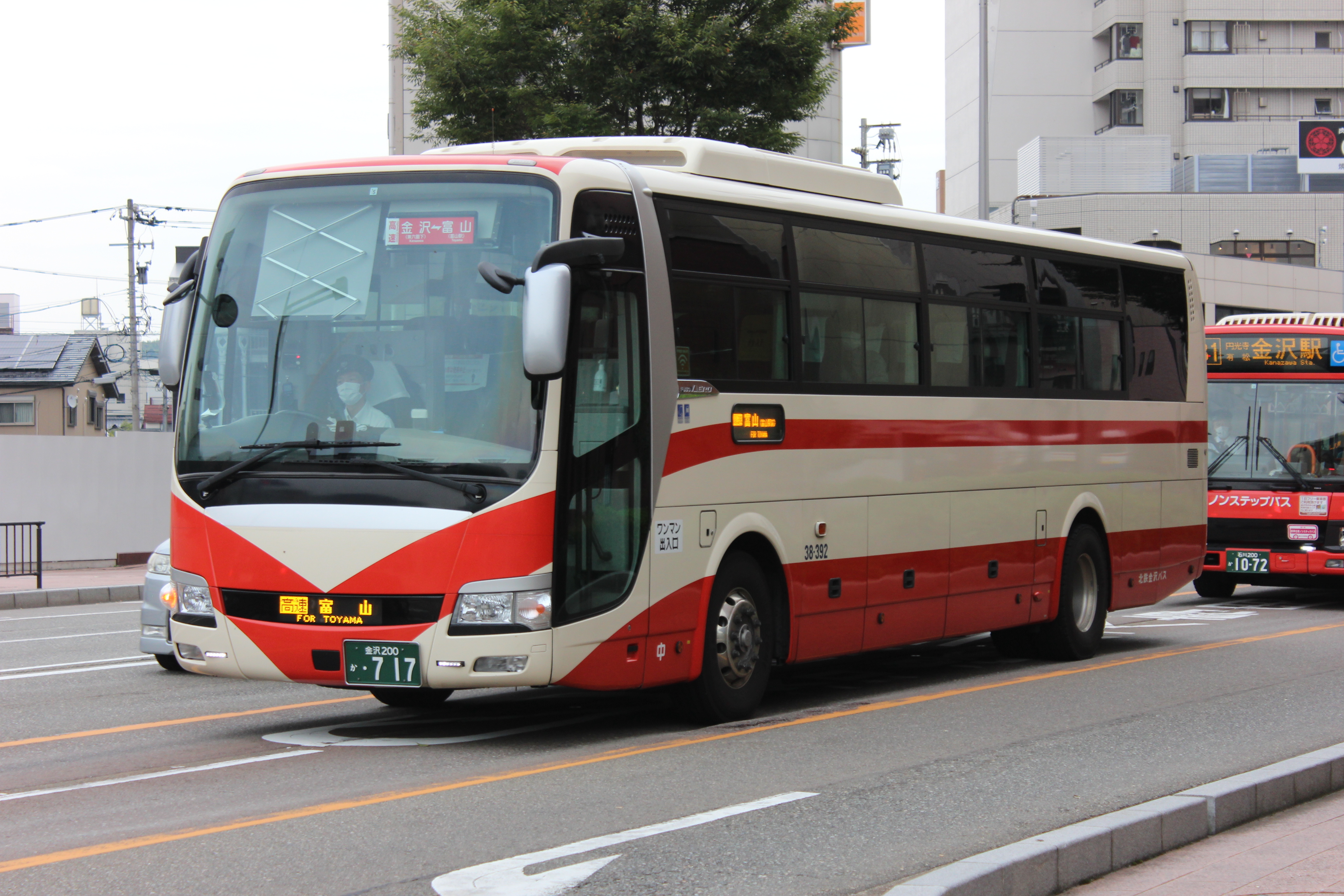
富山線

- 兼六園下 - 広坂 - 香林坊 - 武蔵ヶ辻 - 金沢駅東口 - 金沢東警察署前 - 高柳 - 西上袋 - 富山市民病院 - 総曲輪 - 富山市役所 - 富山駅前（富山地方鉄道と共同運行[9][10]）
  - 石川県金沢市と富山県富山市を結ぶ。予約不要で座席定員制である。開業にあたって、当時のJR北陸本線と直接競合することや、かつて運行していた金沢 - 高岡線（現在の路線とは経路が異なる。詳細は#高岡線参照）が4年強で廃止に追い込まれたことから、需要への懸念も少なくなかった。しかし、富山市中心部・郊外と金沢市の中心繁華街が乗り換えなしでダイレクトで結ばれたこと、片道900円（回数券を使用すれば750円）という格安運賃、2時間ごとに1本というフリークエンシーが奏効し、開業当初から好評を博しており、その後増便が行われている。また、10枚綴りの回数券が販売されている。
  - 2004年（平成16年）3月6日：運行開始。
  - 2005年（平成17年）3月末：1日16往復に増便。1時間間隔での運行となる。
  - 2009年（平成21年）7月4日：土日・祝日のみ4往復増便。1日20往復の運行となり、一部時間帯は30分間隔の運転となった。
  - 2024年（令和6年）3月15日：路線廃止[11]。